# UEFAチャンピオンズリーグ 2004-05 決勝
UEFAチャンピオンズリーグ 2004-05 決勝は、UEFAチャンピオンズリーグ 2004-05の決勝戦であり、50回目のUEFAチャンピオンズリーグの決勝戦である。2005年5月25日にトルコ・イスタンブールのアタテュルク・オリンピヤト・スタドゥで行われ、リヴァプールが21年ぶり5回目の優勝を果たした。
ミランが前半だけで3得点を奪ったものの、後半リヴァプールが同点に追いつき、PK戦の末に逆転勝利したその劇的な試合内容から「イスタンブールの奇跡」もしくは「イスタンブールの悲劇」として知られる。

## 概要
決勝戦は、共に赤がチームカラーのイングランドのリヴァプールとイタリアのミラン、そして開催国トルコの国のカラーも赤と、まさに赤一色に包まれたイスタンブールのアタテュルク・オリンピヤト・スタドゥで行われた。
リヴァプールはこのシーズンのリーグ戦は低迷しており、長年チャンピオンズリーグでも結果を出せていなかった。このシーズンもグループステージから苦戦し最終節のホーム、オリンピアコス戦のロスタイムでのジェラードの劇的なミドルシュートで突破を決め、その後ユヴェントス、チェルシーらの強豪を接戦で倒し苦しみながらも勝ち抜けてきた。対するミランは、マンチェスター・ユナイテッドやインテルを相手に安定した勝ち方で勝ち上がってきており、スクデットこそ逃していたがこの日のために主力を温存し、2002-03シーズンのチャンピオンズリーグを制した勢いを保っており、前評判はミラン有利と見られていた。

## 試合

### 概要
キックオフ直後にFKを得たミランは、アンドレア・ピルロのFKにキャプテンのパオロ・マルディーニがボレーで合わせて先制。
前半39分には、カカの突破からのパスを受けたアンドリー・シェフチェンコが折り返し、エルナン・クレスポがゴールを決め、リードを2点に広げた。そして前半43分、カカのスルーパスに反応したクレスポがキーパーとの1対1を逃さず決めて3点目を挙げ、このまま前半を終える。
後半、ミラン相手に3点ビハインドと追い込まれたリヴァプールの反撃が始まる。リヴァプールのラファエル・ベニテス監督は前半の時点で負傷していたスティーヴ・フィナンに代えてディートマー・ハマンを投入し、リーグ戦ですら一度も採用した事がない3バックへとシステムを変更。すると54分、うまく攻め上がったヨン・アルネ・リーセのクロスをジェラードがヘッドで合わせて1点を返す。56分にはスミチェルがペナルティーエリア外からジャストミートはしなかったがミドルシュートを決め、1点差に詰め寄る。さらに攻勢を強めるリヴァプールは、前半試合を支配していたミランの攻撃を分断し逆にパスを効果的に繋ぎ始める。そして60分、ミラン・バロシュがヒールで流したボールがジェラードに渡る。キーパーと1対1になりかけたジェラードがガットゥーゾに後ろから倒され、微妙な判定ではあるがPKを獲得。シャビ・アロンソのPKは一度はジーダの好セーブに阻まれるが、こぼれ球を再びアロンソが詰めて叩き込み同点。後半わずか6分間で3点を決め、試合を振り出しに戻した。
同点となった後はお互いに決定機を窺い合う消耗戦の様相を呈したが、リヴァプールは3点のビハインドを追いつくために各選手がボールに詰め寄るなど運動量を増やしたツケがまわり、次第に足が止まり始め、ミランが攻める展開となる。終了間際にはミランの至近距離からのシュートにリヴァプールDFジミ・トラオレが、集中を切らさず左足で失点を阻止するという奇跡的なプレーもあった。90分では決着が付かず延長戦に突入。延長戦に入るとリヴァプールは疲労困憊の選手も現れ始め、交代枠を使い切った後にDFジェイミー・キャラガーの足が2度攣るが強行して出場し続けるなど満身創痍の中、ミランの猛攻が仕掛けられる。そんな中、GKイェジー・ドゥデクがシェフチェンコの放った至近距離からのシュートを2連続で止める。そしてスコアは動かず30分間の延長戦が終わり、2002-03シーズンの決勝以来となるPK戦での決着にもつれ込んだ。
そしてPK戦、先攻のミランはセルジーニョが枠外に外す。続くピルロもドゥデクに止められ追い込まれたミランだが、ジーダもリヴァプールの3人目、リーセのPKを阻止。5人目までの勝負に持ち込むが、ドゥデクがミランの5人目・シェフチェンコのPKを阻止した。この結果、前半は瀕死状態だったリヴァプールが、後半で息を吹き返して、チャンピオンズリーグ優勝を果たした。このPK戦の際、ドゥデクはクネクネとした怪しい動きを見せた。ちなみにこれはPK戦直前、キャラガーから「ブルース・グロベラーがローマでやった動きを思い出せ」とアドバイスした事がきっかけである。なお、グロベラーは1983-84シーズンの決勝で、PKの際にクネクネした動きをみせてシュートを2本防いでいる（正確に言えば「外させた」）。

### 詳細
| ミラン                                                     | 3 - 3 (延長) | リヴァプール                                                  |
| ---------------------------------------------------------- | ------------ | ------------------------------------------------------------- |
| - マルディーニ 1分 - クレスポ 39分, 44分                   | レポート     | - ジェラード 54分 - シュミツェル 56分 - シャビ・アロンソ 61分 |
| PK戦                                                       |              |                                                               |
| - セルジーニョ - ピルロ - トマソン - カカ - シェフチェンコ | 2 - 3        | - ハマン - シセ - リーセ - シュミツェル                       |

| ミラン | リヴァプール |

| GK                       | 1  | ジーダ                         |  |       |
| RB                       | 2  | カフー                         |  |       |
| CB                       | 31 | ヤープ・スタム                 |  |       |
| CB                       | 13 | アレッサンドロ・ネスタ         |  |       |
| LB                       | 3  | パオロ・マルディーニ           |  |       |
| DM                       | 21 | アンドレア・ピルロ             |  |       |
| RM                       | 8  | ジェンナーロ・ガットゥーゾ     |  | 112分 |
| LM                       | 20 | クラレンス・セードルフ         |  | 86分  |
| AM                       | 22 | カカ                           |  |       |
| CF                       | 7  | アンドリー・シェフチェンコ     |  |       |
| CF                       | 11 | エルナン・クレスポ             |  | 85分  |
| サブメンバー：           |    |                                |  |       |
| GK                       | 46 | クリスティアン・アッビアーティ |  |       |
| DF                       | 4  | カハ・カラーゼ                 |  |       |
| DF                       | 5  | アレッサンドロ・コスタクルタ   |  |       |
| MF                       | 10 | ルイ・コスタ                   |  | 112分 |
| MF                       | 24 | ヴィカシュ・ドラソー           |  |       |
| MF                       | 27 | セルジーニョ                   |  | 86分  |
| FW                       | 15 | ヨン・ダール・トマソン         |  | 85分  |
| 監督：                   |    |                                |  |       |
| カルロ・アンチェロッティ |    |                                |  |       |

| GK                   | 1  | イェジー・ドゥデク           |      |      |
| RB                   | 3  | スティーヴ・フィナン         |      | 46分 |
| CB                   | 23 | ジェイミー・キャラガー       | 75分 |      |
| CB                   | 4  | サミ・ヒーピア               |      |      |
| LB                   | 21 | ジミ・トラオレ               |      |      |
| DM                   | 14 | シャビ・アロンソ             |      |      |
| RM                   | 10 | ルイス・ガルシア             |      |      |
| CM                   | 8  | スティーヴン・ジェラード     |      |      |
| LM                   | 6  | ヨン・アルネ・リーセ         |      |      |
| SS                   | 7  | ハリー・キューウェル         |      | 23分 |
| CF                   | 5  | ミラン・バロシュ             | 81分 | 85分 |
| サブメンバー：       |    |                              |      |      |
| GK                   | 20 | スコット・カーソン           |      |      |
| DF                   | 17 | ホセミ                       |      |      |
| MF                   | 16 | ディートマー・ハマン         |      | 46分 |
| MF                   | 18 | アントニオ・ヌニェス         |      |      |
| MF                   | 25 | イゴール・ビシュチャン       |      |      |
| FW                   | 9  | ジブリル・シセ               |      | 85分 |
| FW                   | 11 | ヴラディミール・シュミツェル |      | 23分 |
| 監督：               |    |                              |      |      |
| ラファエル・ベニテス |    |                              |      |      |

## エピソード

### 試合後
- この試合の結果、チャンピオンズカップを含め21年ぶりの栄光に輝いたリヴァプールは、シーズンをイタリア・スーパーカップ一冠のみで終えたミランに対し、通算5度目のビッグイヤーを手にし、ビッグイヤーを永久保持する権利を獲得。FIFAクラブ世界選手権2005への出場権も手にした。
- また、リヴァプールはこのシーズンをリーグ5位で終え、次回のチャンピオンズリーグ出場権を逃したが、タイトル防衛の機会を与えるべきだとして、特別に前年度優勝チームとして2005-06シーズンのチャンピオンズリーグ出場権が与えられた。そして2006-07シーズンからは前年度優勝枠が設けられ、前年度優勝チームは予選免除されることになった。
- この試合で活躍したリヴァプールのキャプテン、ジェラードは再評価され、移籍論争に終止符を打った。ジェラード自身、この試合によって、既に交渉に入っていたチェルシーへの移籍を中止したと語っている。
- イギリスのトニー・ブレア首相は「英国民のすべてが君たちを誇りに思っている」とする声明を発表した。
- この試合に出場したハリー・キューウェルとエルナン・クレスポは、AFCチャンピオンズリーグ2023/24 決勝で監督として再び顔を合わせることとなった（キューウェル：横浜F・マリノス、クレスポ：アル・アイン）。

### 再戦
- それからわずか2年後のUEFAチャンピオンズリーグ 2006-07 決勝で両者は再び相まみえることになる。その時は、ミランがリヴァプールに2-1で勝った。

世界が注目する因縁の対決となった試合は2007年5月23日にギリシャ・アテネのオリンピックスタジアムで行われ、序盤からリヴァプールは攻めるも、ジーダのセーブなどに阻まれ得点できず、逆にハーフタイム前にアンドレア・ピルロのFKからフィリッポ・インザーギの体に当たりコースが変わって先制して折り返した。後半に入り1点が欲しかったリヴァプールは中盤のハビエル・マスチェラーノを下げピーター・クラウチを投入するも、これでスペースが生まれてしまい、後半36分、カカのスルーパスに抜け出したインザーギが追加点を上げる。しかしリヴァプールもディルク・カイトが後半ロスタイム直前にCKから頭で1点を返し、奇跡の再現を思わせる粘りを見せる。このシーンを見て再度の奇跡を思ったのはファンだけでなく、ミランのキャプテンパオロ・マルディーニも当時の記憶が脳裏をよぎったと語っている。だがカテナチオで名高いイタリアサッカーのスタイルでミランはボールをキープし、リヴァプールは攻めるも一歩及ばず、そのまま試合終了。今度はミランが2-1で雪辱を果たし、激闘を制した。